# Trương Nguyện Thành
Trương Nguyện Thành (1961) là một giáo sư đại học, hiện đang giảng dạy tại ĐH Utah, trước đó có từng có thời gian giảng dạy và công tác tại Viện Khoa học và Công nghệ tính toán Thành phố Hồ Chí Minh, Đại Học Hoa Sen và hiện nay là Đại Học Văn Lang.

## Tiểu sử
Giáo sư Trương Nguyện Thành sinh năm 1961 ở Quy Nhơn, Bình Định, là người con thứ hai trong một gia đình có 7 anh em. Từ bé ông sống cùng ông bà nội ở Bình Định, còn cha mẹ sống Sài Gòn để mưu sinh. Cuộc sống càng thiếu thốn hơn khi cha Thành bị liệt nửa người vào năm 1972. Thời gian này, Thành được mẹ đưa từ Bình Định lên Sài Gòn. Ngoài giờ học, ông phải đi bán thuốc lá dạo ở chợ Gò Vấp để có tiền chữa bệnh cho cha và lo cho các em. Đến năm 16 tuổi, gia đình Trương Nguyện Thành chuyển về quê ngoại ở Lái Thiêu (Bình Dương), ông cất nhà, tập làm nông để cáng đáng gia đình.
Do làm nông vất vả và điều kiện sống khó khăn, thành tích học tập của ông không được tốt. Nhờ sự giúp đỡ và động viên của ông giáo Đỗ, thầy dạy Toán của Thành ở Trường Trung học Lái Thiêu ông đã đậu vào đội học sinh giỏi toán của tỉnh năm 1979, năm đầu tiên tổ chức thi Học sinh giỏi Toán toàn quốc. Từ đó, ông tự tin hơn vào bản thân và dành nhiều thời gian cho việc học.
Thi đỗ vào Đại học Bách khoa Thành phố Hồ Chí Minh nhưng chỉ vài tháng ông bỏ học và cùng em trai vượt biên sang Mỹ năm 1980. Trên đường đi, hai anh em sống tại một tại trị nạn ở Thái Lan trong ba tháng. Cho đến một ngày, có gia đình nông dân người Mỹ nhận hai anh em làm con nuôi.
Để tiếp tục con đường học hành, ông thi vào một trường trung học ở Mỹ sau đó là Đại học North Dakota. Trương Nguyện Thành bắt đầu nghiên cứu khoa học từ năm đại học thứ 2 - một điều hiếm, ngay với sinh viên Mỹ. Năm 1985, Trương Nguyện Thành tốt nghiệp Đại học North Dakota loại giỏi, ngoài bằng hóa học, anh còn lấy luôn bốn bằng phụ về Lý, Toán, Kế toán và Công nghệ thông tin. Khi ra trường, anh đã có bốn bài báo khoa học được in trên những tạp chí quốc tế uy tín, và đủ tài liệu để xuất bản thêm hai bài nữa sau khi vào cao học, tài liệu nghiên cứu đủ để viết một đồ án Tiến sĩ ở Mỹ. Tiếp đó, ông học thẳng tiến sĩ và lấy bằng năm 1990, rồi tiếp tục nghiên cứu sau tiến sĩ. Thời gian này anh dành được học bổng của Quỹ khoa học quốc gia cho tiến sĩ trẻ có tiềm năng.
Năm 1992, Đại học Utah mời anh về làm Giáo sư chính thức giảng dạy môn hóa lượng tử. Năm 1993, Giáo sư Thành lại đoạt giải là một trong những nhà khoa học trẻ tuổi có nhiều triển vọng của Mỹ. Năm 2002, Trương Nguyện Thành được phong Giáo sư Cao cấp (cấp cao nhất trong ba cấp Giáo sư ở Mỹ) khi mới 41 tuổi. Từ 1992 đến nay, Giáo sư Trương Nguyện Thành đã có hơn 160 bài báo được in trên các tạp chí khoa học quốc tế.

## Hoạt động ở Việt Nam
Năm 2005, Giáo sư Thành được Phó chủ tịch Ủy ban Nhân Dân Thành phố Hồ Chí Minh khi đó là Tiến sĩ Nguyễn Thiện Nhân mời về nước để diễn thuyết về tầm quan trọng của khoa học và công nghệ tính toán, chuẩn bị cho việc phát triển ngành khoa học mới mẻ này tại Việt Nam. Sau đó, Giáo sư Thành được mời lập đề án thành lập Viện Khoa học và Công nghệ tính toán Thành phố Hồ Chí Minh năm 2009.
Cuối năm 2016, ông về công tác tại Đại học Hoa Sen với cương vị Phó hiệu trưởng điều hành. Năm 2018, ông đã tạm biệt Việt Nam để quay lại Mỹ. Tháng 6 năm 2019, GS Trương Nguyện Thành làm Phó hiệu trưởng phụ trách đào tạo, chương trình đào tạo đặc biệt kiêm Phó giám đốc Ban chiến lược phát triển trường.